# David Cross (musicista)
David Cross (Plymouth, 23 aprile 1948) è un violinista britannico conosciuto prevalentemente per essere stato membro dei King Crimson.
Viene chiamato da Robert Fripp per i nuovi King Crimson nel 1972, accanto a John Wetton, Bill Bruford e Jamie Muir. Dopo l'abbandono di Muir, la sua permanenza nel gruppo è sempre più difficile, facendo fatica ad emergere in una formazione che ha il suo motivo di esistere, più che nelle registrazioni in studio, nell'improvvisazione dal vivo, dove viene musicalmente schiacciato dalla sezione ritmica. Questa frustrazione è ben sottolineata dal live USA, dove le inudibili parti di violino sono sovrincise in studio dal virtuoso Eddie Jobson. Dopo i dischi Larks' Tongues in Aspic e Starless and Bible Black decide quindi di lasciare, malgrado la fiducia incondizionata del resto del gruppo. Compare comunque in Red, in un brano registrato dal vivo prima dell'abbandono. Si dedica a quel punto alla musica per il teatro.
Solo nei primi anni novanta ritroverà la fiducia per affrontare la musica con un suo gruppo. Registra gli album Exiles, Testing to Destruction e Closer Than Skin a cui collaborano Fripp, Wetton, Peter Hammill ed i parolieri Richard Palmer-James e Peter Sinfield.
È professore alla London Metropolitan University.
Il 16 marzo 2016 esce Another Day, un nuovo album di inediti in collaborazione con David Jackson (ex-Van Der Graaf Generator).